# Ultraleichtwandern

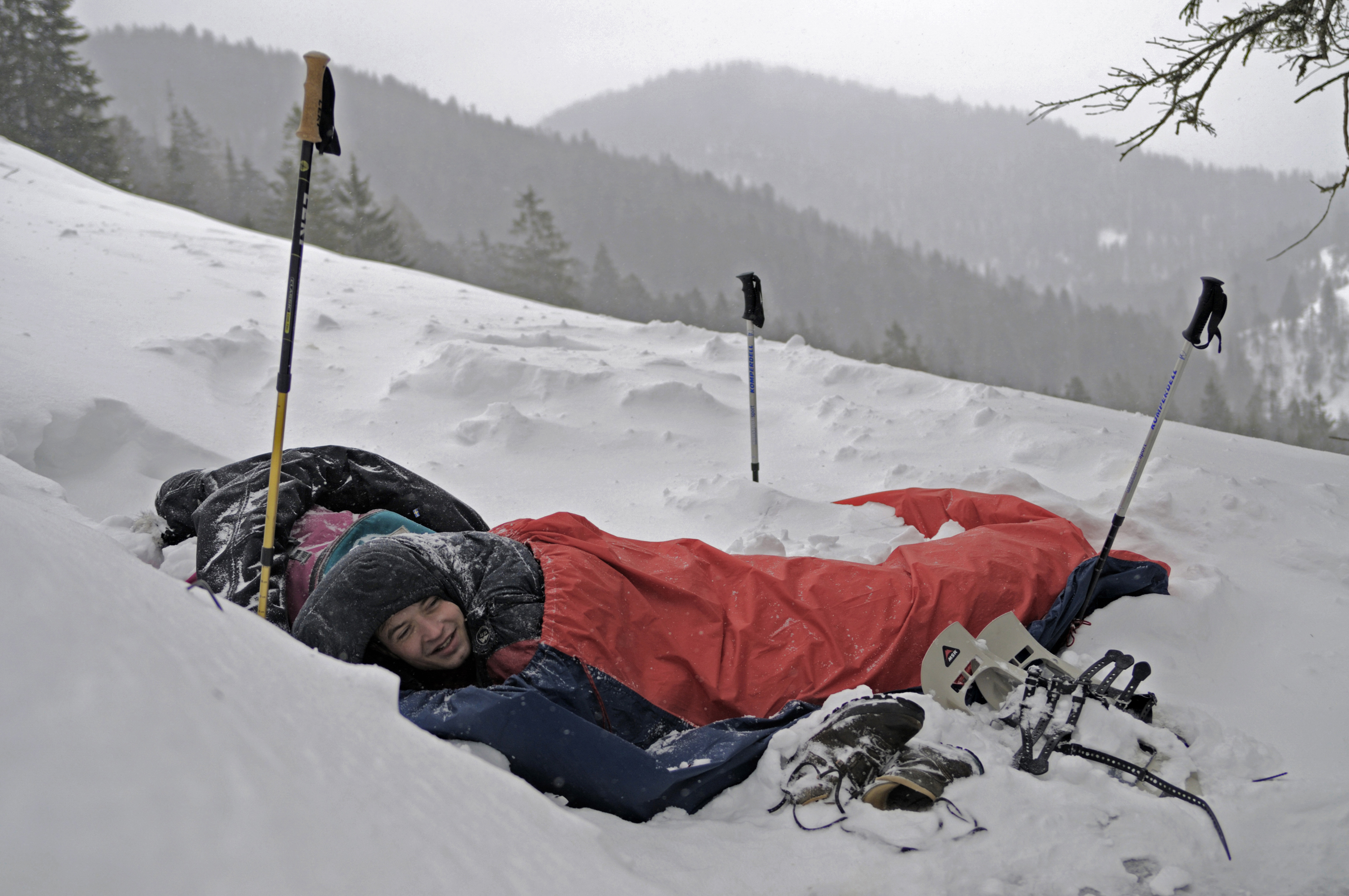
Ein Biwak (mit Biwaksack) im Winter, Benediktenwand, Deutschland

Das Ultraleichtwandern (auch Trekking Ultraleicht oder Ultralight Trekking) ist eine Art des Trekkings, die die Minimierung des Ausrüstungsgewichts unter Einbeziehung der Gegebenheiten einer Tour, des persönlichen Know-hows sowie des Sicherheits- und Komfortbedürfnisses betont. Das Ziel besteht darin, das Wandern möglichst unbeschwert genießen zu können. Die genauen Gewichtsangaben schwanken, in der Regel spricht man von Ultralight, wenn das Rucksackgewicht (ohne Proviant, Wasser und Brennstoff) unter 5 kg liegt. Ein Rucksackgewicht zwischen 5 und 9 kg wird als Light Trekking bezeichnet, darüber spricht man vom Traditionellen Trekking.

## Geschichte
Maßgeblich verbreitet wurde die Idee des Ultraleichtwanderns von Ray Jardine, einem US-amerikanischen Kletterer und Bergführer. In seinem 1992 erschienenen Buch PCT Hiker's Handbook, 1999 in neuer Auflage umbenannt in Beyond Backpacking, beschreibt er den Einsatz von rahmenlosen Rucksäcken, Zeltbahnen statt Zelten und offenen Steppdecken mit einem geschlossenen Fußteil anstelle von Schlafsäcken. Er legte so den Grundstein für heute vielfach verwendete Techniken. Den Großteil seiner Ausrüstung stellen er und seine Frau selbst her und verkaufen viele Bauanleitungen als Ray Way-Kits.

## Vor- und Nachteile
Als Vorteile werden unter anderem eine gesündere und sicherere Art der Fortbewegung (Muskeln und Gelenke werden weniger beansprucht), ein schnelleres Vorwärtskommen und somit eine höhere Flexibilität bei der Streckenwahl sowie ein intensiveres Genießen der Natur genannt. Außerdem muss das Gepäck bei einem Flug nicht aufgegeben werden, sondern kann größtenteils als Handgepäck mitgenommen werden. Dafür werden unter Umständen Komforteinbußen am Lagerplatz und reduzierte Haltbarkeit oder Robustheit der Ausrüstung in Kauf genommen. Bei mangelnder Erfahrung und Planung kann ultraleichte Ausrüstung ein Sicherheitsrisiko darstellen, da sie weniger auf Redundanz und meist für einen relativ engen Einsatzzweck ausgelegt ist.

## Grundlagen
- Akribische Planung der Tour und Überprüfung der Gegebenheiten vor Ort, um nur wirklich benötigte Ausrüstung und Proviant mitnehmen zu müssen.
- Genaues Wiegen der einzelnen Gegenstände: dafür wird häufig eine Tabellenkalkulation verwendet, die einen genauen Überblick ermöglicht.
- Schrittweises Reduzieren des Gewichts auf das Nötigste, angefangen bei den Großen Vier: Zelt, Rucksack, Schlafsack und Isomatte.
- Multiuse: Ausrüstungsgegenstände werden so vielseitig wie möglich verwendet, um dadurch andere überflüssig zu machen.
- Modifizieren oder selber bauen (wird auch als MYOG make your own gear –  mach deine Ausrüstung selbst bezeichnet): Ausrüstung wird modifiziert oder selbst angefertigt. Dabei werden Materialien oder Gegenstände häufig zweckentfremdet.
- Trocknen und ggf. Vorgaren von Lebensmitteln, um Gewicht und Brennstoff zu sparen.
- Austausch mit anderen: Auf Blogs, Foren oder Treffen werden Anregungen, Bauanleitungen oder Tipps zur Gewichtseinsparung ausgetauscht.